# سویسالی (جیحان)
سویسالی (به ترکی استانبولی: Soysalı) یک منطقهٔ مسکونی در ترکیه است که در جیحان واقع شده‌است.